# Център „Хейдар Алиев“
Центърът „Хейдар Алиев“ (на азербайджански: Heydər Əliyev Mərkəzi) е културен център, построен на проспект „Хейдар Алиев“ в град Баку, Азербайджан. Представлява комплексно съоръжение, включващо конгресен център, музей, изложбени зали и офиси на администрацията. Проектът е изработен през 2007 г. от архитектката Заха Хадид. Това е един от най-красивите символи на град Баку. През 2014 г. е признато за най-красивото здание в света като получава наградата 2014 Design of the Year..

## История
Центърът е създаден с указ на президента на Азербайджанската република Илхам Алиев на 29 декември 2006 г. и има за цел изучаването на дейността на бившия президент на Азербайджан Хейдар Алиев, както и да съдейства за разпространението на езика и културните ценности на Азербайджан. Разгънатата площ на сградата е около 100 000 квадратни метра, от които половината са зали и офис помещения, а другата половина са стълбища и пешеходни зони. Практически в сградата няма прави линии.

## Архитектура
Едно от най-големите предизвикателства на проекта е техническото осъществяване на архитектурната идея на плавни повърхности. За да се осъществи това изискване, външната повърхност трябва да отговоря на много технически изисквания. За целта са създадени две взаимносвързани системи: една бетонна структура, която е свързана с една обемна фермена конструкция. За да се изпълнят големите помещения, които нямат подпори, вертикалните строителни елементи трябва да се вградят в обвивката на сградата. Фермовата конструкция позволява изпълнението на сградата, която наподобява модерна скулптура и за разлика от първоначално планираната стоманена конструкция, дава редица предимства при сложната геометрия на сградата.
За материал на облицовката е избрано използването на плочи от стъклофибробетон, както и плочи от стъклонапълнена пластмаса, които позволяват въобще да се изпълни идеята на проекта, както в откритите помещения така и в преходните зони и във външната облицовка. Цветът на цялата външна повърхност и в интериора е бял. Белият цвят символизира светлото бъдеще и благодарение на този цвят светлината подчертава отделните елементи на сградата. На територията на комплекса се намира и изкуствено езеро.

### Интериор
Главното здание на центъра се състои от три раздела:
- Музей на Хейдар Алиев: в музея, разположен на три етажа е представен живота на Хейдар Алиев, включително и автомобилите, с които той се е возил през различните периоди от дейността си и са представени неговата политическа дейност, показани едновременно с постиженията на Азербайджан. Показани са и лични вещи и подаръци, направени през различни периоди от кариерата на Хейдар Алиев и други.
- Изложбени зали, включващи залата „Шедьоврите на Азербайджан“ с включени образци на традиционно облекло, килими, музикални инструменти, медни съдове и др., залата „Мини-Азербайджан“ с макети на известни сгради в Баку и в Азербайджан, залата „Добре дошли в Азербайджан“, както и залата с фотографии на азербайджанската кухня.
- Концертната зала се състои основно от четириетажен „Аудиториум“, зала за 1000 места, две конферентни зали, стаи за официални срещи и събрания и медиен център. В сградата е създадена ландшафтна територия, състояща се от естествени декоративни дървета и цветя. В сградата има много интерактивни информационни клетки за информиране на посетителите.